# ステファノ・チェロッツィ
ステファノ・チェロッツィ (Stefano Celozzi, 1988年11月2日-）は、ドイツのギュンツブルク出身の元プロサッカー選手。

## キャリア

### クラブ
チェロッツィは、ブーベスハイムの地元クラブでサッカーを始め、ギュンツブルクのクラブチームTSVヴァッサーブルク、そののちSSVウルム1846に所属した。イタリア系移民の息子である彼はそこでコンスタントにいい成績を収めると、ウルムとクラブ提携をしていたバイエルン・ミュンヘンの責任者の目に留まった。2005-06シーズンの初めに デニズ・ユルマズとともにバイエルン・ミュンヘンのユースチームへと移籍を果たした。DFが不足していたセカンドチームの監督ヘルマン・エアランドは、チェロッツィをレギオナルリーガに所属していた同チームに招集し、彼はそこの中心選手として活躍した。しかしながら、幾度か怪我に見舞われ、U-19の育成チームでのみの出場に留まった。
2007年5月1日、チェロッツィはオットマー・ヒッツフェルトに呼ばれ、初めてプロチームの練習に参加。2007/08年シーズンには何度かトップチームの契約選手として試合に呼ばれたが、結局公式試合での出場はなかった。
2008-09シーズンにチェロッツィは20万ユーロの移籍金、2011年までの契約でカールスルーエSCへ移籍。2008年8月16日、シーズンの第一節のVfLボーフム戦でデビューを果たすと、1-0でホーム戦勝利を飾った。 カールスルーエSCはシーズン終了を待たずしてブンデスリーガからの降格が決定したものの、チェロッツィはチームの中心として活躍し、カールスルーエの選手の中で価値を認められ、ファンの人気選手に成長した彼は、シーズン終了後にカールスルーエの年間ベストプレイヤーに選出された。
2009-10シーズンに、VfBシュトゥットガルトに移籍。2009年8月18日、 UEFAチャンピオンズリーグへの予選、ルーマニア代表のACSポリ・ティミショアラ 戦で初出場、準々決勝で敗退するまでカードに名を連ねた。
しかし、VfBシュトゥットガルトは2012年6月30日までの契約を延長せず、チェロッツィはその後2012/13シーズにライバルチームのアイントラハト・フランクフルトへ移籍。ブンデスリーガへ昇格するアイントラハトと2014年6月30日までの契約に合意した。そこで2シーズンを過ごしたものの、出場機会が得られなかったため、アイントラハトでの契約は延長されず、その後、 2. ブンデスリーガのVfLボーフムに移籍した。ボーフムの選手としては2014年8月2日の第一節・SpVggグロイター・フュルト戦で初出場。2016-17シーズンの第二節、2016年8月13日に古巣・カールスルーエSCとの試合では、結果は1-1の引き分けに終わったものの、ボーフムの先制点となる得点は、彼にとって163試合の公式出場にして初めてのゴールであった。
2020年6月に現役を引退した。

### 代表チーム
チェロッツィはドイツの各年代別代表に選出されている。
U-16ドイツ代表で、2003年8月26日にヴァイル・アム・ラインで行われた対スイス戦（5-0で勝利）から、2004年5月26日にプリュムで行われた対ベルギー戦（2-0で勝利）までの計7試合に出場。U-17代表では、2004年9月30日パルヒムでの対リトアニア戦（4-0で勝利）から、2005年3月30日ザントハウゼンで行われた対オランダ戦（2-3で敗北）までの計6試合。U-21では、2009年8月11日に、ドイツ代表がキエフでトルコ代表と対戦した際、69分にダニエル・シュヴァーブに代わって投入され、初出場した。

## その他
チェロッツィの父であるピオ・チェロッツィは、2002年から2009年までの7年間、SSVウルム1846のユース監督を務めた。

## リンク
- http://www.stefanocelozzi.de/
- ステファノ・チェロッツィ - fussballdaten.de （ドイツ語）